# Modifications du contrat de travail et des conditions de travail en France
 (janvier 2015).
Que le salarié soit sous contrat à durée déterminée ou sous contrat à durée indéterminée, il peut se voir proposer ou imposer des changements de son contrat de travail. Il faut toutefois distinguer une modification des conditions de travail d'une modification du contrat de travail.

## L'ancienne distinction
Pour pouvoir faire la distinction entre ce qui relève d'un changement imposé au salarié et ce qui relève d'un changement nécessitant l'approbation de celui-ci, la jurisprudence avait élaboré une distinction entre les modifications substantielles et les modifications non substantielles du contrat de travail.
- Les modifications substantielles étaient celles considérées comme suffisamment importantes pour nécessiter l'accord du salarié, l'employeur ne pouvant imposer un tel changement unilatéralement.
- Les modifications non substantielles par contre étaient celles considérées comme suffisamment peu importantes pour être imposées par l'employeur de façon unilatérale. En cas de refus le salarié s'exposait à une sanction disciplinaire pour faute et risquait le licenciement.

Depuis la jurisprudence est revenu sur cette distinction pour en proposer une nouvelle à savoir modification du contrat de travail et modification des conditions de travail.

## La nouvelle distinction
Le 10 juillet 1996, la chambre sociale de la Cour de cassation a posé une nouvelle distinction entre les modifications du contrat de travail et les changements des conditions de travail.
- Les modifications du contrat de travail relèvent, comme le nom l'indique, du contrat de travail. De ce fait, l'employeur ne peut agir seul et il lui est nécessaire d'obtenir l'acceptation du salarié. C'est le cas notamment du changement de la rémunération ou du changement du temps de travail.
- Par contre les changements des conditions de travail ne sont pas considérés comme faisant partie du contrat mais relèvent du pouvoir de direction de l'employeur. L'accord du salarié n'est donc pas requis. Le refus du salarié n'entraîne pas, à lui seul, la rupture du contrat mais constitue une faute professionnelle que l'employeur peut sanctionner, au besoin par le licenciement.

L'employeur peut éventuellement prononcer un licenciement pour faute grave, sans préavis ni indemnités.
En effet, il ne faut pas oublier que l'un des critères du contrat de travail est le lien de subordination, c’est-à-dire que le salarié exécute son travail sous l'autorité d'un employeur qui à le pouvoir de donner des ordres et des directives, d'en contrôler l'exécution et de sanctionner les manquements de ce subordonné (chambre sociale 13 novembre 1996). Par conséquent, dans le cadre de ce pouvoir, l'employeur peut proposer des changements des conditions de travail qui ne peuvent être refusées par les salariés, sinon ils s'exposent à des sanctions. C'est le cas, par exemple, d'une réorganisation apportée par l'employeur afin d'améliorer la gestion d'un secteur.
On voit donc que la nouvelle distinction repose sur ce qui relève du contrat de travail et qui nécessite l'accord des deux parties au contrat et ce qui relève du simple pouvoir de direction de l'employeur et que celui-ci peut imposer de manière unilatérale. Le problème bien évidemment est de déterminer ce qui relève de chaque domaine.
Afin de distinguer ce qui constitue une modification ou non, la doctrine, le législateur et la jurisprudence ont progressivement établi une distinction entre les éléments essentiels et accessoires du contrat de travail.
Ainsi, la directive 91/533/CEE du 14 octobre 1991, relative à l'obligation de l'employeur d'informer le travailleur des conditions applicables au contrat ou à la relation de travail apporte des précisions sur ce qu'il faut entendre par « éléments essentiels » : identité des parties, lieu de travail, titre, le grade, la qualité, la catégorie d'emploi, la caractérisation ou la description sommaires du travail, la date de début du contrat ou de la relation de travail, le montant de base et les autres éléments constitutifs de la rémunération, ainsi que la périodicité du versement etc.
La modification de l'un de ces éléments entraîne modification du contrat de travail.

### Les clauses modifiant le contrat de travail: quelques exemples
La rémunération fait partie des éléments essentiels du contrat de travail (autrement dit, elle ne peut en principe être modifiée sans l'accord du salarié) :
- « La rémunération contractuelle du salarié constitue un élément du contrat de travail qui ne peut être modifié, même de manière minime, sans son accord ; qu'il en va de même du mode de rémunération prévu par le contrat, peu important que l'employeur prétende que le nouveau mode serait plus avantageux ». (rappelé dans un arrêt du 28 janvier 1998)[1]

La clause de variation de la rémunération en revanche, est acceptée sous certaines conditions: * « « une clause du contrat de travail peut prévoir une variation de la rémunération du salarié dès lors qu'elle est fondée sur des éléments objectifs indépendants de la volonté de l'employeur, ne fait pas porter le risque d'entreprise sur le salarié et n'a pas pour effet de réduire la rémunération en dessous des minima légaux et conventionnels ».

### La modification des tâches du salarié
- « La proposition de l'employeur transformait les attributions du salarié, et ajoutait au contrat une clause de non-concurrence, ce qui caractérisait doublement la modification du contrat de travail »[3].
- « La cour d'appel a constaté qu'à l'embauche la société Sogéa avait refusé d'inclure dans le contrat de travail de M. Grasso les tâches de chauffeur et qu'il n'avait été engagé qu'en la seule qualité de rippeur pour laquelle il était rémunéré ; [...]en voulant imposer à M. Grasso en 1992 d'exercer les tâches de chauffeur, son employeur entendait lui imposer une modification de son contrat de travail qu'il était en droit de refuser »[4].

Il n'existe toutefois pas de base légale textuelle stricte en matière de modification des tâches. L'appréciation de la modification relèvera donc du pouvoir d'appréciation souverain des juges du fond.
Cependant, comme l'atteste la jurisprudence récente de la Chambre sociale de la Cour de cassation, il est admis que le retrait de certaines tâches compensé par l'adjonction de nouvelles, même d'un niveau inférieur ; si cela ne dénature pas l'emploi précédent ; ne constitue pas une modification du contrat de travail soumis à l'assentiment préalable du salarié.
Dans la même lignée, le 3 novembre 2010 la Cour confirme que les nouvelles tâches confiées, mêmes réduites, si elles entrent dans le champ des fonctions et de la qualification professionnelle, ne constituent pas une modification du contrat de travail. Et le 30 novembre 2010 la Cour énonce que l'employeur peut, dans le cadre de son pouvoir de direction, changer les conditions de travail d'un salarié en lui attribuant une tâche différente de celle effectuée antérieurement

### Changement de la durée du travail
- « Le changement d'horaire consistant dans une nouvelle répartition de l'horaire au sein de la journée, alors que la durée du travail et la rémunération restent identiques, constitue un simple changement des conditions de travail relevant du pouvoir de direction du chef d'entreprise et non une modification du contrat de travail »[8].
- « Attendu, cependant, d'abord, que la répartition de la durée du travail à temps partiel, telle qu'elle doit être prévue, en application de l'article L. 212-4-3 du code du travail français, constitue un élément du contrat qui ne peut être modifié sans l'accord du salarié ;

Attendu, ensuite, qu'une clause du contrat ne peut valablement permettre à l'employeur de modifier l'horaire convenu en prévenant le salarié au moins 7 jours à l'avance qu'à la double condition, d'une part, de la détermination par le contrat de la variation possible, d'autre part, de l'énonciation des cas dans lesquels cette modification pourra intervenir ».
Concernant les horaires de travail, leur modification étant un simple changement des conditions de travail, ils sont soumis au pouvoir de direction de l'employeur (Soc. 22 février. 2000, Code du travail). Exception faite pour le travail de nuit, ou la Cour de cassation vient d'appliquer strictement le principe de la modification du contrat à un passage « même ponctuel d'un horaire de jour à un horaire de nuit, peu important que le poste de la salariée, éducatrice spécialisée, implique la polyvalence » dans un arrêt du 10 mai 2007 (no 05-45.690).
Il existe toutefois un cas où l'employeur peut imposer une modification du contrat de travail : le motif économique. Le nouveau contrat (ou l'avenant) est alors envoyé par lettre recommandée avec accusé de réception à l'employé ; en cas de refus de la part de celui-ci, il peut être licencié pour motif économique. L'absence de réponse au bout d'un mois vaut approbation du salarié.